# Pi de Cal Pino
El pi de Cal Pino o pi de la Palma (Pinus halepensis) és un arbre que es troba al municipi de La Palma d'Ebre (la Ribera d'Ebre), el qual és el pi conegut més gruixut de tot Catalunya.

## Dades descriptives
- Perímetre del tronc a 1,30 m: 4,9 m.
- Perímetre de la base del tronc: 6,65 m.[1]
- Alçada: 13,5 m.
- Amplada de la capçada: 22 m.
- Altitud sobre el nivell del mar: 357 m.

## Entorn
És en un extrem del petit altiplà del pla del Sant, on hi ha conreus d'ametllers i oliveres, i des d'on s'albira molt bé el poble de La Palma d'Ebre i l'embassament municipal. Entre la flora hi creix pi blanc, arçot, llentiscle, romaní, esparreguera boscana i globulària. Quant a fauna, hi abunden gafarrons, verdums, pardals comuns, tudons, coloms roquers i garses.

## Aspecte general
Està molt sa i sembla inversemblant que, tot i ser un pi antiquíssim (més de 400 anys), tingui un estat de salut extraordinàriament vigorós. És de grans dimensions i capçada rodona. Es divideix en dues besses a 1,8 metres de terra (una tercera branca va caure a causa de la nevada grossa del 1994). Fou declarat Arbre Monumental pel Departament d'Agricultura, Ramaderia i Pesca de la Generalitat de Catalunya l'1 d'abril del 1991.